# Brodarics Mátyás

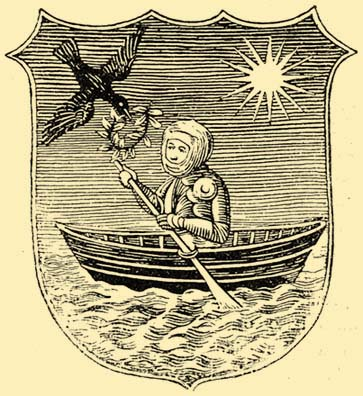
A polyánai Brodarics család címere (kelt: 1517. március 25.).

Polyánai Brodarics Mátyás (fl. 1516-1549), királyi kamarás, Máramarosi sókamaraispán. Fivére, Brodarics István pécsi, majd váci püspök, II. Lajos magyar király kancellárja, a mohácsi csata történetének magyar krónikása.

## Élete
Egy szlavóniai köznemesi családban született, amely földbirtokos volt Polyánán. 1516-ból származik Brodarics Mátyás első ismert említése, amikor II. Lajos magyar király Brodarics Istvánnak és Mátyásnak, valamint Ternyei Imrének és Györgynek adományozta a Sáros megyei Salgó és egyéb birtokokat, a Salgaiak és Bonczok magszakadása folytán. Brodarics István ekkor már a magyar királyság kancellárja volt, és már megvolt a kellő presztízse is. Brodarics Mátyás, mint szlavóniai követ vett részt Szapolyai János 1527 márciusi budai országgyűlésén. Minden valószínűséggel 1532 előtt kötött házasságot az előkelő Zala megyei köznemesi csébi Pogány családból való csébi Pogány Sárával, csébi Pogány János egyetlenegy lányával. A mohácsi csatát követően időkben, a szlavóniai származású Brodarics Mátyást a királyság túlsó oldalán, Máramaroson találjuk.
1541. március 20-án szerepelt mint országgyűlési követ Pozsonyban, Frangepán Ferenc, gróf Salm Miklós, németújvári Batthyány Ferenc, Nádasdy Tamás, Horvátország és Szlavónia bánja, Vas vármegye főispánja, és Kamarjai Tamás mellett. Egy évvel később, 1542-ben, találjuk mint I. Ferdinánd magyar király aulae regiae familiárisa.  Brodarics Mátyás, ahogy egykor a felesége nagybátyja, a már két évtizede Mohácsi csatában elesett csébi Pogány Zsigmond, szintén máramarosi sókamaraispán volt egy 1546. március 21.-i említés szerint, amely megmaradt a Királyi Könyvekben. Brodarics Mátyás sókamarási kinevezése, talán Nádasdy Tamás ottani tevékenységével is lehetne kapcsolni, mivel 1530. január 28-án az uralkodó utasította Nádasdyt, hogy átvegye Munkácsot, Debrecent, Husztot és a máramarosi sókamara irányítását, vele együtt pedig több zalai is odakerült az ország keleti részére Máramarosra. A sókamarai ispánság mellett, Brodarics Mátyás ugyanakkor töltötte be a huszti vár udvarbírói tisztét. Brodarics Mátyás sókamaraispánsága kezdetén, a  katonai és a bányászati vezetés az ő kezében összpontosult. Azonban 1548-tól ez a rendszert megváltoztatta I. Ferdinánd magyar király, és onnantól a két tisztséget külön adományozta. 1549-ben a király Brodarics Mátyást és Mekcsey Istvánt felmentette a hivatalukból, és huszti várnaggyá Thoroczkóy Antalt, és máramarosi sókamaraispánná Makay Tamás szepesi kanonokot nevezte ki.

## Házasságai és gyermekei

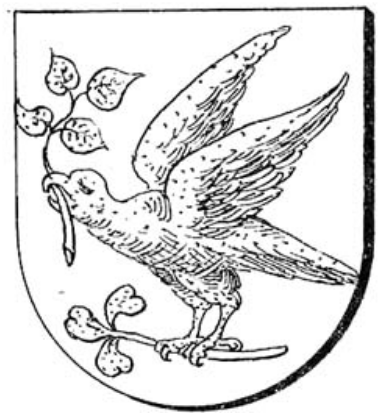
A csébi Pogány család középkori címere

Brodarics Mátyás máramarosi sókamaraispánnak a felesége, a csébi Pogány családból való csébi Pogány János (fl. 1483–1510) földbirtokosnak a lánya, csébi Pogány Sára (fl. 1535-1567). Pogány Jánosnak a szülei csébi Pogány Imre (fl. 1469–1475), földbirtokos és az Osl nemzetségből való herbotyai Osl Borbála (fl. 1455–1475) asszony voltak; Pogány Imréné Osl Borbála szülei herbotyai Osl János (fl. 1414–1447), királyi udvarnok, földbirtokos és az alsólendvai Bánffy családból való alsólendvai Bánffy Katalin (fl. 1403–1453) voltak; Bánffy Katalinnak a szülei alsólendvai Bánffy Zsigmond (fl. 1394-1410), nagybirtokos, és a zalai tehetős nemesi Salamonváry családból való Salamonvári Beatrix (fl. 1403-1421) voltak. Brodarics Mátyásné csébi Pogány Sára ennélfogva leszármazottja volt Osl nembeli I. Herbord főlovász és főétekfogó mesternek valamint Hahót nembeli Lendvai Miklós Horvát-Dalmát bánnak. Brodarics Mátyás leányai révén az osztopáni Perneszy család földbirtokos lett Zalában, és sok évszázadon keresztül igen befolyásos tisztségeket és szerepet töltöttek be a vármegyében.
A már férjnél két leánygyermekes özvegy Brodarics Mátyásné Pogány Sára az 1560-as években önállóan indított pereskedést, hogy a csébi Pogány család birtokait ivadékai számára szerezze meg. 1561-ben kérte I. Ferdinánd magyar királytól, hogy neki adja (ad cautelam) megőrzéséről gondoskodva, a családra vonatkozó összes okleveleket a földbirtokokról. Ezért az igényért, természetesen a három igen felháborodott unokatestvére, csébi Pogány Gáspár, Menyhért és Boldizsár a “hatalmaskodó” asszonyt perelték be. Ugyanebben az évben a Pogány család birtokai egy részének sorsát hamarosan megtárgyalták. A végső megállapodás 1561-ben született meg, amikor özvegy Brodaricsné csébi Pogány Sára, valamint nagybátyjának, csébi Pogány Zsigmondnak a három unokája osztozkodott, illetve elcserélték a zalai és a máramarosi birtokokat. Arra a megállapodásra jutottak, hogy a zalalövői kúria, amelyben osztopáni Perneszy András és felesége, Brodarics Katalin lakott, valamint a hozzátartozó épületekkel Chako és Havas nevű prediális részekkel, Perneszy Zsigmondné Brodarics Kataliné maradtak, és a zalalövői possesioban lévő 3 jobbágytelek Perneszy Farkasné Brodarics Klárának jutottak. Másrészt, habár a csébi nemesi kúria a hozzátartozó javakkal Pogány Sáráé lett, a csébi jobbágytelkek csébi Pogány Péter fia Boldizsáré lettek. A Zala megyei ákosfalvi nemesi kúria és az ákosfalvi possesio teljes birtokrésze Pogány Sáráé lett. A salomvári, más néven Harkal possesió területén Zywrzegh nevű rétből 8 kaszaaljnyit kapott Pogány Sára, és a többin lányával Perneszy Andrásnével osztoztak, Perneszy Farkasnénak viszont a szinten zalai Lakos prédium és az Erenyed possesio promontoriumán lévő szőlők jutottak. A salomvári possesio promontoriuma Pogány Sáráé lett. A csébi promontoriumon hárman osztoztak, és a Zala folyó melletti malomhelyen és jövedelmén Pogány Sára és Perneszy Farkasné osztoztak. Brodarics Mátyás és Pogány Sára házasságából két leány született:
- Brodarics Klára. Férje, osztopáni Perneszy Farkas, somogyi alispán, földbirtokos.
- Brodarics Katalin. Férje, osztopáni Perneszy András (fl. 1550-1590) (c. † 1590), Tolna és Baranya, majd Zala és Vas vármegye alispánja, felsőlendvai lovaskapitány, jómódú földbirtokos a 16. század második felében.